# My Old Dutch (film 1926)
My Old Dutch è un film muto del 1926 diretto da Laurence Trimble che ne scrisse anche la sceneggiatura. Fu l'ultimo film della sua carriera.
Il soggetto del film è l'adattamento di un lavoro teatrale di Arthur Shirley e Albert Chevalier portato diverse volte sullo schermo. Lo stesso Trimble ne aveva firmato una precedente versione nel 1915, girata in Gran Bretagna, che aveva avuto come interprete Florence Turner.

## Trama
A Londra, Sal Gratton respinge Bill Sproat, un bullo, per Joe, un venditore ambulante di cui è innamorata. I due si sposano e, dopo la nascita di un bambino, Sal riceve inaspettatamente in eredità una fortuna. I due genitori decidono di destinare tutto quel denaro all'istruzione del figlio, che da quel momento in poi dovrà ignorare le sue origini in modo da diventare un gentiluomo.

Herbert, dopo la laurea, perde tutti i suoi soldi: lady Diana Crowes, la fidanzata, lo lascia e lui, venendo a conoscenza di cui siano i suoi genitori, ritorna da Sal e Joe.

La Grande guerra ha un effetto benefico su di lui, che rinsavisce e si ritrova con Diana in un ospedale di guerra. Ritornato a Londra, Herbert scopre che i suoi sono stati sfrattati da casa e ora si trovano in un ospizio. Lui e Diana, ormai riuniti, ricompattano la famiglia prendendosi cura dei due vecchi che ora vivranno insieme a loro.

## Soggetto
"My old Dutch" era in slang un modo di dire affettuoso per "mia moglie". La canzone My old Dutch, parole di Albert Chevalier, musica di Charles Ingle, fu pubblicata per la prima volta a Londra nel 1892.

## Produzione
Il film fu prodotto dall'Universal Pictures. Venne girato agli Universal Studios al 100 Universal City Plaza di Universal City.

## Distribuzione
Il copyright del film, richiesto dalla Universal Pictures Corp., fu registrato il 10 aprile 1926 con il numero LP22593.

Distribuito dall'Universal Pictures, il film - presentato da Carl Laemmle - uscì nelle sale cinematografiche degli Stati Uniti il 23 maggio 1926.

### Date di uscita
IMDb
- USA	23 maggio 1926
- Argentina  1926
- Paraguay  1926
- Uruguay  1926
- Australia 1926
- Nuova Zelanda  1926
- USA  2000  VHS
- USA	9 marzo 2000	 (CineFest)

Alias
- Caballero a la fuerza

### La critica
L'ultima opera (di Trimble) - un remake del suo stesso film (My Old Dutch) girato undici anni prima con Florence Turner (...) - è considerata una delle sue opere migliori.

### Conservazione
Copia completa della pellicola si trova conservata negli archivi dell'Indiana University, nella collezione David Bradley.

## Differenti versioni
- My Old Dutch, regia di George D. Baker  (1911)
- My Old Dutch, regia di Laurence Trimble  (1915)
- My Old Dutch, regia di Laurence Trimble (1926)
- My Old Dutch, regia di Sinclair Hill (1934)